# Goritschane-Gletscher
Der Goritschane-Gletscher (bulgarisch ледник Горичане lednik Goritschane) ist ein 4,5 km langer und 1,7 km breiter Gletscher auf der Brabant-Insel im Palmer-Archipel westlich der Antarktischen Halbinsel. Er fließt ostsüdöstlich des Palilula-Gletschers, südwestlich des Kopfendes des Paré-Gletschers, westnordwestlich des Kopfendes des Laënnec-Gletschers, nordwestlich des Kopfendes des Malpighi-Gletschers und nördlich des Djerassi-Gletschers von den Westhängen der Stribog Mountains zur Lanusse-Bucht, in die er östlich des Baykal Point einmündet.
Britische Wissenschaftler kartierten ihn 1980 und 2008. Die bulgarische Kommission für Antarktische Geographische Namen benannte ihn 2015 nach der Ortschaft Goritschane im Nordosten Bulgariens.